# Abadia de Goiás
Abadia de Goiás es un municipio brasileño del estado de Goiás. Su población estimada en 2017 era de 8207 habitantes.

## Historia
Fue elevado a la categoría de municipio bajo la denominación de Abadia de Goiás, por la Ley Estatal n.º 12799 el 27 de diciembre de 1995, separándose así de Aragoiânia, Goiânia, Guapó y Trindade. Fue constituido como sede del distrito de Abadia de Goiás el 1 de enero de 1997.
Aproximadamente a 1 km del pueblo se encuentra el basurero radioactivo donde se produjo el Accidente radioactivo de Goiânia en el cual se encuentran almacenados isótopos de cesio en los depósitos subterráneos.
Desde el accidente radiactivo en Goiás, la población aguarda decisiones gubernamentales sobre el destino adecuado de los residuos, ya que en aquella ocasión, el depósito fue construido en carácter de "provisorio".